# Photodiagnosis and Photodynamic Therapy
Photodiagnosis and Photodynamic Therapy, abgekürzt Photodiagnosis Photodyn. Ther., ist eine wissenschaftliche Fachzeitschrift, die vom Elsevier-Verlag im Auftrag der European Platform for Photodynamic Medicine veröffentlicht wird. Die Zeitschrift mit vier Ausgaben im Jahr. Es werden Arbeiten veröffentlicht, die sich mit Fragen der Photodiagnostik und photodynamischen Therapie beschäftigen.
Der Impact Factor lag im Jahr 2015 bei 2,412. Nach der Statistik des ISI Web of Knowledge wird das Journal mit diesem Impact Factor in der Kategorie Onkologie an 134. Stelle von 213 Zeitschriften geführt.